# Почечино
Почечино (укр. Почечине) — село в Нежинском районе Черниговской области Украины. Население 99 человек. Занимает площадь 0,405 км².
Код КОАТУУ: 7423387103. Почтовый индекс: 16650. Телефонный код: +380 4631.

## Власть
Орган местного самоуправления — Перебудовский сельский совет. Почтовый адрес: 16650, Черниговская обл., Нежинский р-н, с. Перебудова, ул. 1-го Мая, 8а.